# Оптима (Оклахома)
Оптима (енгл. Optima) град је у америчкој савезној држави Оклахома.

## Демографија
По попису из 2010. године број становника је 356, што је 90 (33,8%) становника више него 2000. године.
| Група             | 2000.       | 2010.       |
| Белци             | 130 (48,9%) | 72 (20,2%)  |
| Афроамериканци    | 2 (0,8%)    | 0 (0,0%)    |
| Азијати           | 2 (0,8%)    | 0 (0,0%)    |
| Хиспаноамериканци | 128 (48,1%) | 271 (76,1%) |
| Укупно            | 266         | 356         |